# Montparnasse 19
Pour plus de détails, voir Fiche technique et Distribution.
Montparnasse 19 (ou Les Amants de Montparnasse) est un film français en coproduction franco-italienne, réalisé par Jacques Becker, sorti en 1958.

## Synopsis
Le film raconte les dernières années d'Amedeo Modigliani, depuis sa rencontre en 1917 avec Jeanne Hébuterne, sa dernière compagne, jusqu'à sa mort en 1920, à Montparnasse, qui est à l’époque en plein essor artistique. La passion de Jeanne pour son « Modi » lui fait supporter tous ses excès. L'alcool, son amour démesuré pour son art et son refus de vendre ses œuvres pour une utilisation commerciale le conduisent inexorablement vers la déchéance et une fin tragique.

## Fiche technique
- Titre : Montparnasse 19 ; titre original : Les Amants de Montparnasse (Montparnasse 19)
- Réalisation : Jacques Becker
- Scénario : d'après le roman Les Montparnos, de Michel Georges-Michel
- Adaptation et dialogues : Jacques Becker, Max Ophüls et Henri Jeanson (non crédité)
- Images : Christian Matras ; cadreur : Gilbert Chain
- Décors : Jean d'Eaubonne
- Costumes : Georges Annenkov et Jacques Heim pour les robes
- Son : Pierre Calvet
- Musique : Paul Misraki
- Direction musicale : Jacques Météhen
- Montage : Marguerite Renoir
- Assistants réalisateurs : Jean Becker, Serge Witta
- Scripte : Sophie Becker
- Photographe de plateau : Henri Thibault et Léo Mirkine
- Production : Henry Deutschmeister, Sandro Pallavicini
- Directeur de production : Ralph Baum
- Sociétés de production : Franco-London-Films (Paris), Astra Cinematografica (Rome)
- Format : Noir et blanc - 35 mm - 1,66:1 - Mono
- Tournage : 19 août au 25 octobre 1957 aux studios de Boulogne; extérieurs à Paris, Nice et environs
- Pays d'origine :  France
- Genre : Drame
- Durée : 103 minutes
- Date de sortie : 4 avril 1958
- Dédié à Max Ophüls
- Affiche : Jean Mascii (France)

## Distribution
- Gérard Philipe : Amedeo Modigliani, artiste peintre
- Anouk Aimée : Jeanne Hébuterne
- Lilli Palmer : Beatrice Hastings
- Lino Ventura : Morel, le marchand de tableaux
- Gérard Séty : Léopold Zborowski
- Lila Kedrova : Anna Zborowska
- Marianne Oswald : Berthe Weill
- François Joux : le commissaire de l'arrondissement
- Lea Padovani : Rosalie, la patronne du café Chez Rosalie
- Yori Bertin : Catherine, la serveuse du café Chez Rosalie
- Pâquerette : madame Salomon, la concierge
- Jean Lanier : monsieur Hébuterne, le père de Jeanne
- Denise Vernac : madame Hébuterne, la mère de Jeanne
- Jany Clair : Irène, la bonne
- Arlette Poirier : Lulu, la prostituée
- Robert Ripa : Marcel, le maquereau de Lulu
- Julien Maffre : le client de Lulu
- Antoine Tudal : Cendrars
- Harry Max : le docteur
- François Perrot : l'interne
- Frank Edwards : Walter Dickson, le collectionneur américain
- Chantal de Rieux : madame Dickson
- Jacques Marin : le patron de la brasserie
- Bruno Balp : le boucher dont Modigliani fait le portrait à la brasserie
- Jacques Ferrière : l'ami du boucher à la brasserie
- Stéphane Audran (figuration) : la fille à la brasserie à côté du boucher et de son ami (on la revoit à la galerie Weill)
- Gérard Hernandez : le serveur de la brasserie qui encaisse les consommations
- Émile Genevois : le serveur à la soirée dansante
- Judith Magre : la fille au whisky à la sortie de la soirée dansante
- Daniel Mendaille : le professeur de dessin
- Pierre Richard (figuration) : un élève qui dessine (à partir de 0h15min51s jusqu'à 0h15min57s)
- Véronique Silver (non créditée)

## Appréciation critique
« Cette fin de vie du peintre Modigliani est magnifique, tout imprégnée d'une sensualité morbide. Jacques Becker exigea de ses producteurs le noir et blanc, pour, dit-il, attirer l'attention du spectateur non sur les toiles, mais sur les regards entre Gérard Philipe et Anouk Aimée.
Du scénario écrit par Henri Jeanson pour Max Ophuls, décédé peu avant le tournage, le cinéaste fait une méditation terrible sur le rôle de l'artiste dans une société (l'après-Grande Guerre) où les marchands ont pris le pouvoir et commencent déjà à en abuser. »

— Pierre Murat, Télérama